# Список лидеров регулярного чемпионата НБА по подборам

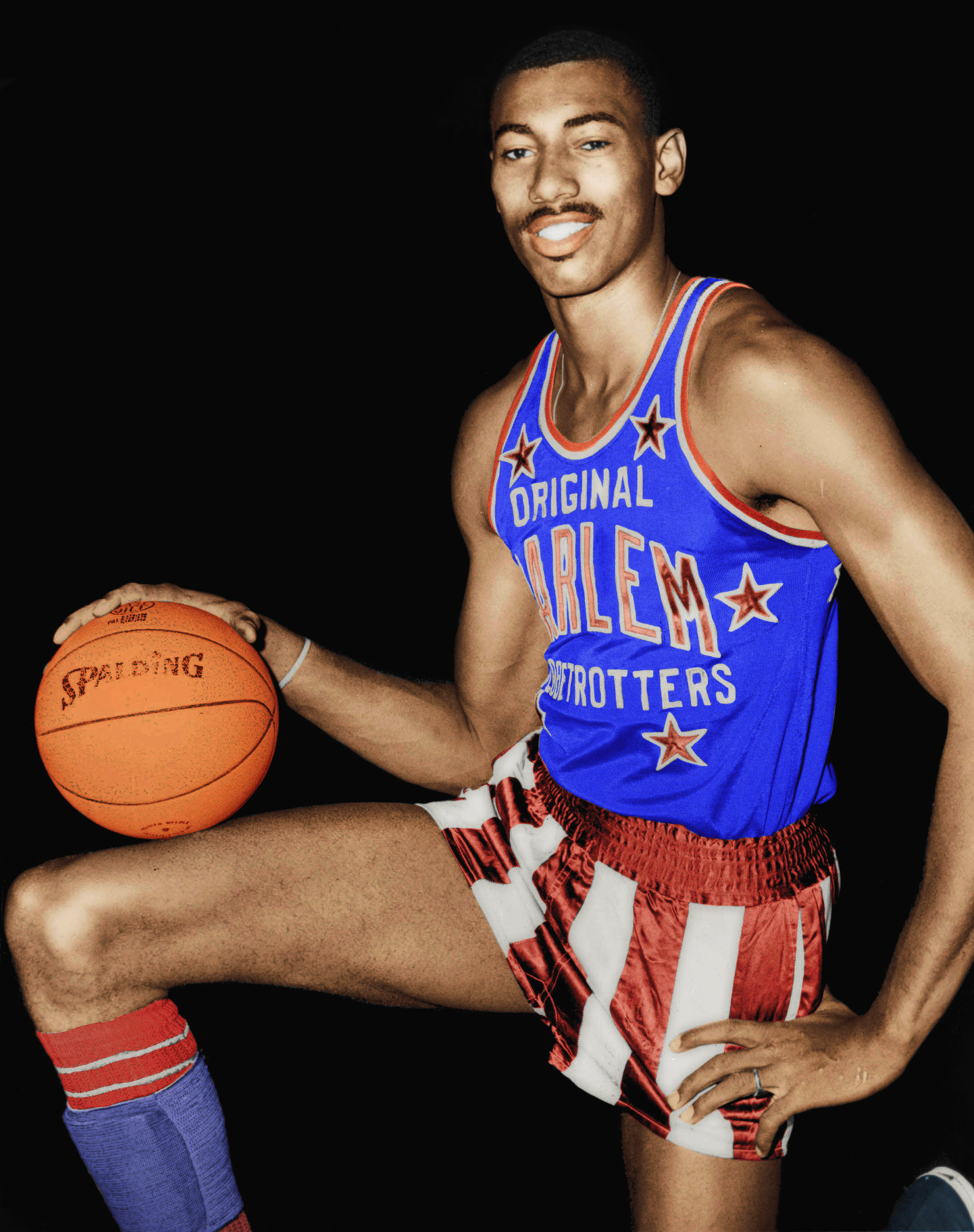
Уилт Чемберлен 11 раз за карьеру побеждал в номинации лучшего подбирающего игрока

В Национальной баскетбольной ассоциации присуждается титул лидера регулярного чемпионата по подборам игроку, совершившему наибольшее количество подборов в среднем за игру в течение данного сезона.
В баскетболе «подбор» — важнейший элемент игры, при котором игрок овладевает мячом после неудачной попытки двух- или трёхочкового броска или последнего штрафного броска. Подбор в нападении происходит, когда баскетболист забирает мяч после промаха своего броска или броска партнёра по команде, в то время как подбор в защите происходит, когда игрок забирает мяч после промаха броска соперника. Существует негласное правило, что команда, выигрывающая подбор, чаще всего выигрывает матч. Главными специалистами по подборам являются игроки передней линии — центровые и тяжёлые форварды, но игроки других позиций, обладающие хорошим чувством позиции и времени, зачастую становятся лучшими в данном показателе. В НБА присуждается титул самому подбирающему игроку за наибольшее количество подборов в среднем за игру в течение данного сезона. Впервые награду лучшему подбирающему игроку присвоили в сезоне 1950/1951, когда впервые стала вестись статистика подборов в НБА. Игрокам, которые выигрывали эту награду до сезона 1973/1974 не считали подборы в нападении и защите, потому что до этого сезона статистика по ним не велась. Чтобы претендовать на звание самого подбирающего игрока, баскетболист должен отыграть по крайней мере 58 встреч из 82 или сделать не менее 800 подборов. Эти критерии были введены с сезона 1974/1975.
В сезоне 1960/1961 Уилт Чемберлен установил рекорд всех времён по общему числу подборов (2149) и среднему показателю за игру в одном сезоне (27,20). Годом ранее он же установил и рекорд по общему количеству подборов (1941) и среднему показателю за игру в одном сезоне для новичков (26,96). А среди действующих игроков показатели намного скромнее, Андре Драммонд имеет лучший результат по общему количеству подборов и по среднему числу подборов за игру (1247 и 15,99 в сезоне 2017/2018).
Уилт Чемберлен выиграл титул лучшего игрока по подборам 11 раз за карьеру. Деннис Родман становился семь раз подряд лучшим подбирающим игроком, Мозес Мэлоун — шесть раз, Билл Расселл и Дуайт Ховард — по пять, Кевин Гарнетт и Андре Драммонд — по четыре. Элвин Хейз, Джордж Майкен, Дикембе Мутомбо, Хаким Оладжьювон, Бен Уоллес, Деандре Джордан и Домантас Сабонис выигрывали эту награду несколько раз. Только шесть баскетболистов были одновременно в одном сезоне и чемпионами НБА и лучшими игроками по подборам: Джордж Майкен в 1952 и 1953 годах с «Миннеаполис Лейкерс», Билл Расселл в 1957, 1959, 1964 и 1965 годах с «Бостон Селтикс», Уилт Чемберлен в 1967 и 1972 годах с «Филадельфия-76» и «Лос-Анджелес Лейкерс» соответственно, Билл Уолтон в 1977 году с «Портленд Трэйл Блэйзерс», Мозес Мэлоун в 1983 году с «Филадельфия-76» и Деннис Родман в 1996—1998 годах с «Чикаго Буллз». Последним на данный момент обладателем титула является центровой «Сакраменто Кингз» Домантас Сабонис.

## Легенда к списку
| Поз.    | З        | Ф       | Ц         |
| Позиция | Защитник | Форвард | Центровой |

| ^         | ^         | Отмечены игроки, выступающие в НБА по сей день | Отмечены игроки, выступающие в НБА по сей день |
| *         | *         | Избраны в Зал славы баскетбола                 | Избраны в Зал славы баскетбола                 |
| Игрок (X) | Игрок (X) | Количество титулов                             | Количество титулов                             |

## Лидеры регулярного чемпионата НБА по подборам
| Сезон   | Игрок                 | Фото | Поз. | Команда                              | Игр сыграно | Подборы в атаке | Подборы в защите | Всего подборов | Подборов за игру | Ссылки          |
| ------- | --------------------- | ---- | ---- | ------------------------------------ | ----------- | --------------- | ---------------- | -------------- | ---------------- | --------------- |
| 1950/51 | Дольф Шейес*          |      | Ф/Ц  | Сиракьюс Нэшнлз                      | 66          | —               | —                | 1080           | 16,36            | [ 7 ] [ 8 ]     |
| 1951/52 | Джордж Майкен*        |      | Ц    | Миннеаполис Лейкерс                  | 64          | —               | —                | 866            | 13,53            | [ 9 ] [ 10 ]    |
| 1952/53 | Джордж Майкен* (2)    |      | Ц    | Миннеаполис Лейкерс                  | 70          | —               | —                | 1007           | 14,39            | [ 10 ] [ 11 ]   |
| 1953/54 | Гарри Галлатин*       |      | Ф/Ц  | Нью-Йорк Никс                        | 72          | —               | —                | 1098           | 15,25            | [ 12 ] [ 13 ]   |
| 1954/55 | Нил Джонстон*         |      | Ц    | Филадельфия Уорриорз                 | 72          | —               | —                | 1085           | 15,07            | [ 14 ] [ 15 ]   |
| 1955/56 | Морис Стоукс*         |      | Ф/Ц  | Рочестер Роялз                       | 67          | —               | —                | 1094           | 16,33            | [ 16 ] [ 17 ]   |
| 1956/57 | Билл Расселл*         |      | Ц    | Бостон Селтикс                       | 48          | —               | —                | 943            | 19,65            | [ 18 ] [ 19 ]   |
| 1957/58 | Билл Расселл* (2)     |      | Ц    | Бостон Селтикс                       | 69          | —               | —                | 1564           | 22,67            | [ 19 ] [ 20 ]   |
| 1958/59 | Билл Расселл* (3)     |      | Ц    | Бостон Селтикс                       | 70          | —               | —                | 1612           | 23,03            | [ 19 ] [ 21 ]   |
| 1959/60 | Уилт Чемберлен*       |      | Ц    | Филадельфия Уорриорз                 | 72          | —               | —                | 1941           | 26,96            | [ 22 ] [ 23 ]   |
| 1960/61 | Уилт Чемберлен* (2)   |      | Ц    | Филадельфия Уорриорз                 | 79          | —               | —                | 2149           | 27,20            | [ 23 ] [ 24 ]   |
| 1961/62 | Уилт Чемберлен* (3)   |      | Ц    | Филадельфия Уорриорз                 | 80          | —               | —                | 2052           | 25,65            | [ 23 ] [ 25 ]   |
| 1962/63 | Уилт Чемберлен* (4)   |      | Ц    | Сан-Франциско Уорриорз               | 80          | —               | —                | 1946           | 24,32            | [ 23 ] [ 26 ]   |
| 1963/64 | Билл Рассел* (4)      |      | Ц    | Бостон Селтикс                       | 78          | —               | —                | 1930           | 24,74            | [ 19 ] [ 27 ]   |
| 1964/65 | Билл Рассел* (5)      |      | Ц    | Бостон Селтикс                       | 78          | —               | —                | 1878           | 24,08            | [ 19 ] [ 28 ]   |
| 1965/66 | Уилт Чемберлен* (5)   |      | Ц    | Филадельфия-76                       | 79          | —               | —                | 1943           | 24,59            | [ 23 ] [ 29 ]   |
| 1966/67 | Уилт Чемберлен* (6)   |      | Ц    | Филадельфия-76                       | 81          | —               | —                | 1957           | 24,16            | [ 23 ] [ 30 ]   |
| 1967/68 | Уилт Чемберлен* (7)   |      | Ц    | Филадельфия-76                       | 82          | —               | —                | 1952           | 23,80            | [ 23 ] [ 31 ]   |
| 1968/69 | Уилт Чемберлен* (8)   |      | Ц    | Лос-Анджелес Лейкерс                 | 81          | —               | —                | 1712           | 21,14            | [ 23 ] [ 32 ]   |
| 1969/70 | Элвин Хейз*           |      | Ф/Ц  | Сан-Диего Рокетс                     | 82          | —               | —                | 1386           | 16,90            | [ 33 ] [ 34 ]   |
| 1970/71 | Уилт Чемберлен* (9)   |      | Ц    | Лос-Анджелес Лейкерс                 | 82          | —               | —                | 1493           | 18,21            | [ 23 ] [ 35 ]   |
| 1971/72 | Уилт Чемберлен* (10)  |      | Ц    | Лос-Анджелес Лейкерс                 | 82          | —               | —                | 1572           | 19,17            | [ 23 ] [ 36 ]   |
| 1972/73 | Уилт Чемберлен* (11)  |      | Ц    | Лос-Анджелес Лейкерс                 | 82          | —               | —                | 1526           | 18,61            | [ 23 ] [ 37 ]   |
| 1973/74 | Элвин Хейз* (2)       |      | Ф/Ц  | Кэпитал Буллетс                      | 81          | 354             | 1109             | 1463           | 18,06            | [ 34 ] [ 38 ]   |
| 1974/75 | Уэс Анселд*           |      | Ф/Ц  | Вашингтон Буллетс                    | 73          | 318             | 759              | 1077           | 14,75            | [ 39 ] [ 40 ]   |
| 1975/76 | Карим Абдул-Джаббар*  |      | Ц    | Лос-Анджелес Лейкерс                 | 82          | 272             | 1111             | 1383           | 16,87            | [ 41 ] [ 42 ]   |
| 1976/77 | Билл Уолтон*          |      | Ф/Ц  | Портленд Трэйл Блэйзерс              | 65          | 211             | 723              | 934            | 14,37            | [ 43 ] [ 44 ]   |
| 1977/78 | Трак Робинсон         |      | Ф/Ц  | Нью-Орлеан Джаз                      | 82          | 298             | 990              | 1288           | 15,71            | [ 45 ] [ 46 ]   |
| 1978/79 | Мозес Мэлоун*         |      | Ф/Ц  | Хьюстон Рокетс                       | 82          | 587             | 857              | 1444           | 17,61            | [ 47 ] [ 48 ]   |
| 1979/80 | Свен Нэйтер           |      | Ц    | Сан-Диего Клипперс                   | 81          | 352             | 864              | 1216           | 15,01            | [ 49 ] [ 50 ]   |
| 1980/81 | Мозес Мэлоун* (2)     |      | Ф/Ц  | Хьюстон Рокетс                       | 80          | 474             | 706              | 1180           | 14,75            | [ 48 ] [ 51 ]   |
| 1981/82 | Мозес Мэлоун* (3)     |      | Ф/Ц  | Хьюстон Рокетс                       | 81          | 558             | 630              | 1188           | 14,67            | [ 48 ] [ 52 ]   |
| 1982/83 | Мозес Мэлоун* (4)     |      | Ф/Ц  | Филадельфия-76                       | 78          | 445             | 749              | 1194           | 15,31            | [ 48 ] [ 53 ]   |
| 1983/84 | Мозес Мэлоун* (5)     |      | Ф/Ц  | Филадельфия-76                       | 71          | 352             | 598              | 950            | 13,38            | [ 48 ] [ 54 ]   |
| 1984/85 | Мозес Мэлоун* (6)     |      | Ф/Ц  | Филадельфия-76                       | 79          | 385             | 646              | 1031           | 13,05            | [ 48 ] [ 55 ]   |
| 1985/86 | Билл Лэймбир          |      | Ц    | Детройт Пистонс                      | 82          | 305             | 770              | 1075           | 13,11            | [ 56 ] [ 57 ]   |
| 1986/87 | Чарльз Баркли*        |      | Ф    | Филадельфия-76                       | 68          | 390             | 604              | 994            | 14,62            | [ 58 ] [ 59 ]   |
| 1987/88 | Майкл Кейдж           |      | Ф/Ц  | Лос-Анджелес Клипперс                | 72          | 371             | 567              | 938            | 13,03            | [ 60 ] [ 61 ]   |
| 1988/89 | Хаким Оладжьювон*     |      | Ц    | Хьюстон Рокетс                       | 82          | 338             | 767              | 1105           | 13,48            | [ 62 ] [ 63 ]   |
| 1989/90 | Хаким Оладжьювон* (2) |      | Ц    | Хьюстон Рокетс                       | 82          | 299             | 850              | 1149           | 14,01            | [ 63 ] [ 64 ]   |
| 1990/91 | Дэвид Робинсон*       |      | Ц    | Сан-Антонио Спёрс                    | 82          | 335             | 728              | 1063           | 12,96            | [ 65 ] [ 66 ]   |
| 1991/92 | Деннис Родман*        |      | Ф    | Детройт Пистонс                      | 82          | 523             | 1007             | 1530           | 18,66            | [ 67 ] [ 68 ]   |
| 1992/93 | Деннис Родман* (2)    |      | Ф    | Детройт Пистонс                      | 62          | 367             | 765              | 1132           | 18,26            | [ 68 ] [ 69 ]   |
| 1993/94 | Деннис Родман* (3)    |      | Ф    | Сан-Антонио Спёрс                    | 79          | 453             | 914              | 1367           | 17,30            | [ 68 ] [ 70 ]   |
| 1994/95 | Деннис Родман* (4)    |      | Ф    | Сан-Антонио Спёрс                    | 49          | 274             | 549              | 823            | 16,80            | [ 68 ] [ 71 ]   |
| 1995/96 | Деннис Родман* (5)    |      | Ф    | Чикаго Буллз                         | 64          | 356             | 596              | 952            | 14,88            | [ 68 ] [ 72 ]   |
| 1996/97 | Деннис Родман* (6)    |      | Ф    | Чикаго Буллз                         | 55          | 320             | 563              | 883            | 16,05            | [ 68 ] [ 73 ]   |
| 1997/98 | Деннис Родман* (7)    |      | Ф    | Чикаго Буллз                         | 80          | 421             | 780              | 1201           | 15,01            | [ 68 ] [ 74 ]   |
| 1998/99 | Крис Уэббер*          |      | Ф/Ц  | Сакраменто Кингз                     | 42          | 149             | 396              | 545            | 12,98            | [ 76 ] [ 77 ]   |
| 1999/00 | Дикембе Мутомбо*      |      | Ц    | Атланта Хокс                         | 82          | 304             | 853              | 1157           | 14,11            | [ 78 ] [ 79 ]   |
| 2000/01 | Дикембе Мутомбо* (2)  |      | Ц    | Атланта Хокс Филадельфия-76          | 75          | 307             | 708              | 1015           | 13,53            | [ 79 ] [ 80 ]   |
| 2001/02 | Бен Уоллес*           |      | Ф/Ц  | Детройт Пистонс                      | 80          | 318             | 721              | 1039           | 12,99            | [ 81 ] [ 82 ]   |
| 2002/03 | Бен Уоллес* (2)       |      | Ф/Ц  | Детройт Пистонс                      | 73          | 293             | 833              | 1126           | 15,42            | [ 82 ] [ 83 ]   |
| 2003/04 | Кевин Гарнетт*        |      | Ф    | Миннесота Тимбервулвз                | 82          | 245             | 894              | 1139           | 13,89            | [ 84 ] [ 85 ]   |
| 2004/05 | Кевин Гарнетт* (2)    |      | Ф    | Миннесота Тимбервулвз                | 82          | 247             | 861              | 1108           | 13,51            | [ 85 ] [ 86 ]   |
| 2005/06 | Кевин Гарнетт* (3)    |      | Ф    | Миннесота Тимбервулвз                | 76          | 214             | 752              | 966            | 12,71            | [ 85 ] [ 87 ]   |
| 2006/07 | Кевин Гарнетт* (4)    |      | Ф    | Миннесота Тимбервулвз                | 76          | 183             | 792              | 975            | 12,83            | [ 85 ] [ 88 ]   |
| 2007/08 | Дуайт Ховард          |      | Ц/Ф  | Орландо Мэджик                       | 82          | 279             | 882              | 1161           | 14,16            | [ 89 ] [ 90 ]   |
| 2008/09 | Дуайт Ховард (2)      |      | Ц/Ф  | Орландо Мэджик                       | 79          | 336             | 757              | 1093           | 13,84            | [ 90 ] [ 91 ]   |
| 2009/10 | Дуайт Ховард (3)      |      | Ц/Ф  | Орландо Мэджик                       | 82          | 284             | 798              | 1082           | 13,20            | [ 90 ] [ 92 ]   |
| 2010/11 | Кевин Лав^            |      | Ф/Ц  | Миннесота Тимбервулвз                | 73          | 330             | 782              | 1112           | 15,23            | [ 93 ] [ 94 ]   |
| 2011/12 | Дуайт Ховард (4)      |      | Ц/Ф  | Орландо Мэджик                       | 54          | 200             | 585              | 785            | 14,54            | [ 90 ] [ 96 ]   |
| 2012/13 | Дуайт Ховард (5)      |      | Ц/Ф  | Лос-Анджелес Лейкерс                 | 76          | 251             | 694              | 945            | 12,43            | [ 90 ] [ 97 ]   |
| 2013/14 | Деандре Джордан^      |      | Ц    | Лос-Анджелес Клипперс                | 82          | 331             | 783              | 1114           | 13,59            | [ 98 ] [ 99 ]   |
| 2014/15 | Деандре Джордан^ (2)  |      | Ц    | Лос-Анджелес Клипперс                | 82          | 397             | 829              | 1226           | 14,95            | [ 98 ] [ 100 ]  |
| 2015/16 | Андре Драммонд^       |      | Ц    | Детройт Пистонс                      | 81          | 395             | 803              | 1198           | 14,79            | [ 101 ] [ 102 ] |
| 2016/17 | Хассан Уайтсайд       |      | Ц    | Майами Хит                           | 77          | 293             | 795              | 1088           | 14,13            | [ 103 ] [ 104 ] |
| 2017/18 | Андре Драммонд^ (2)   |      | Ц    | Детройт Пистонс                      | 78          | 399             | 848              | 1247           | 15,99            | [ 102 ] [ 105 ] |
| 2018/19 | Андре Драммонд^ (3)   |      | Ц    | Детройт Пистонс                      | 79          | 423             | 809              | 1232           | 15,59            | [ 102 ] [ 106 ] |
| 2019/20 | Андре Драммонд^ (4)   |      | Ц    | Детройт Пистонс / Кливленд Кавальерс | 57          | 250             | 614              | 864            | 15,16            | [ 102 ] [ 107 ] |
| 2020/21 | Клинт Капела^         |      | Ц    | Атланта Хокс                         | 63          | 297             | 606              | 903            | 14,33            | [ 108 ] [ 109 ] |
| 2021/22 | Руди Гобер^           |      | Ц    | Юта Джаз                             | 66          | 241             | 727              | 968            | 14,67            | [ 110 ] [ 111 ] |
| 2022/23 | Домантас Сабонис^     |      | Ц    | Сакраменто Кингз                     | 79          | 251             | 722              | 973            | 12,32            | [ 112 ] [ 113 ] |
| 2023/24 | Домантас Сабонис^ (2) |      | Ц    | Сакраменто Кингз                     | 82          | 294             | 826              | 1120           | 13,66            | [ 113 ] [ 114 ] |
| 2024/25 | Домантас Сабонис^ (3) |      | Ц    | Сакраменто Кингз                     | 70          | 267             | 705              | 972            | 13,89            | [ 113 ] [ 115 ] |

## Комментарии
1. ↑  Статистика по подборам, сделанным под щитом соперника, стала вестись только в сезоне 1973/74 годов, поэтому у баскетболистов, игравших до 1973 года, подборы в атаке в статистике отсутствуют.
2. ↑  Статистика по подборам, сделанным под своим щитом, стала вестись только в сезоне 1973/74 годов, поэтому у баскетболистов, игравших до 1973 года, подборы в обороне в статистике отсутствуют.
3. ↑  Количество подборов в среднем за игру, сделанных в регулярном чемпионате, округляется до сотых.
4. ↑  В сезоне 1951/52 Ларри Фост и Мел Хатчинс лидировали по общему числу подборов (880), но оба сыграли на две игры больше, чем Джордж Майкен, поэтому по среднему показателю за игру были вторыми (13,33)[9].
5. ↑  В сезоне 1955/56 Боб Петтит лидировал по общему числу подборов (1164), но он сыграл на пять игр больше, чем Морис Стоукс, поэтому по среднему показателю за игру был вторым (16,17)[16].
6. ↑  В сезоне 1956/57 Морис Стоукс, Боб Петтит и Дольф Шейес лидировали по общему числу подборов (1256, 1037 и 1008 соответственно), но они провели намного больше игр, чем Билл Расселл, поэтому по среднему показателю за игру заняли места со второго по четвертое (17,44, 14,61 и 14,00 соответственно)[18].
7. ↑  Уилт Чемберлен держит рекорд всех времён по общему количеству подборов для новичков[5].
8. ↑  Уилт Чемберлен установил рекорд всех времён по общему количеству подборов и по среднему показателю за игру в одном сезоне[4][5].
9. ↑  В сезоне 1974/75 Боб Макаду и Сэм Лэйси лидировали по общему числу подборов (1155 и 1149 соответственно), но они сыграли больше игр, чем Уэс Анселд, поэтому заняли четвёртое и третье место по среднему показателю за игру (14,09 и 14,19 соответственно)[39].
10. ↑  В сезоне 1976/77 Карим Абдул-Джаббар, Мозес Мэлоун, Артис Гилмор и Элвин Хейз лидировали по общему числу подборов (1090, 1072, 1070 и 1029 соответственно), но они сыграли больше игр, чем Билл Уолтон, поэтому заняли второе, третье, четвёртое и шестое место по среднему показателю за игру (13,29, 13,07, 13,05 и 12,55 соответственно)[39].
11. ↑  В сезоне 1983/84 Билл Лэймбир и Бак Уильямс лидировали по общему числу подборов (1003 и 1000 соответственно), но оба сыграли больше игр, чем Мозес Мэлоун, поэтому по среднему показателю за игру заняли четвертое и второе место (12,23 и 12,35 соответственно)[54].
12. ↑  В сезоне 1986/87 Чарльз Окли и Бак Уильямс лидировали по общему числу подборов (1074 и 1023 соответственно), но оба сыграли больше игр, чем Чарльз Баркли, поэтому по среднему показателю за игру заняли второе и третье место (13,10 и 12,48 соответственно)[58].
13. ↑  В сезоне 1987/88 Чарльз Окли лидировал по общему числу подборов (1066), но сыграл на десять игр больше, чем Майкл Кейдж, поэтому по среднему показателю за игру занял второе место (13,00)[60].
14. ↑  В сезоне 1994/95 Деннис Родман сыграл только 49 матчей и был десятым по общему количеству подборов, лидером же по этому показателю Дикембе Мутомбо (1029), но он сыграл намного больше игр, чем Деннис Родман, поэтому занял лишь второе место по среднему показателю за игру (12,55)[71].
15. ↑  В сезоне 1995/96 Дэвид Робинсон лидировал по общему числу подборов (1000), но он сыграл намного больше игр, чем Деннис Родман, поэтому по среднему показателю за игру был вторым (12,20)[72].
16. ↑  В сезоне 1996/97 Дикембе Мутомбо и Эрвин Джонсон лидировали по общему числу подборов (929 и 913 соответственно), но оба сыграли намного больше игр, чем Деннис Родман, поэтому по среднему показателю за игру заняли второе и четвёртое место (11,61 и 11,13 соответственно)[73].
17. ↑  Сезон 1998/99 был сокращён до 50 игр из-за локаута в лиге[75]. Чтобы претендовать на титул самого подбирающего игрока лиги в этом сезоне нужно было сыграть не менее 43 игр (из 50) или совершить по крайней мере 488 подборов[3].
18. ↑  В сезоне 1998/99 Дикембе Мутомбо, Дэнни Фортсон и Тим Данкан лидировали по общему числу подборов (610, 581, и 571 соответственно), но они сыграли на 8 игр больше, чем Крис Уэббер, поэтому заняли третье, четвёртое и пятое место по среднему показателю за игру (12,20, 11,62 и 11,42 соответственно)[76].
19. ↑  В сезоне 2000/01 Бен Уоллес лидировал по общему числу подборов (1052), но он сыграл на 5 игр больше, чем Дикембе Мутомбо, поэтому по среднему показателю за игру был вторым (13,15)[80].
20. ↑  В сезоне 2001/02 Тим Данкан лидировал по общему числу подборов (1042), но он сыграл на 2 игры больше, чем Бен Уоллес, поэтому по среднему показателю за игру был вторым (12,71)[81].
21. ↑  В сезоне 2005/06 Дуайт Ховард лидировал по общему числу подборов (1022), но он сыграл на 6 игр больше, чем Кевин Гарнетт, поэтому по среднему показателю за игру был вторым (12,46)[87].
22. ↑  В сезоне 2006/07 Дуайт Ховард лидировал по общему числу подборов (1008), но он сыграл на 6 игр больше, чем Кевин Гарнетт, поэтому по среднему показателю за игру был третьим (12,29)[88].
23. ↑  Сезон 2011/12 был сокращён до 66 игр из-за локаута[95]. Чтобы претендовать на титул самого подбирающего игрока лиги в этом сезоне нужно было сыграть не менее 57 игр (из 66) или сделать не менее 644 подборов[3].
24. ↑  В сезоне 2012/13 Омер Ашик лидировал по общему числу подборов (956), но он сыграл на 6 игр больше, чем Дуайт Ховард, поэтому по среднему показателю за игру был третьим (11,66)[97].
25. ↑  В сезоне 2016/17 Андре Драммонд и Деандре Джордан лидировали по общему числу подборов (1115 и 1114 соответственно), но они сыграли на 4 игры больше, чем Хассан Уайтсайд, поэтому по среднему показателю за игру заняли второе и третье место соответственно (13,77 и 13,75)[103].
26. ↑  В сезоне 2019/20 Руди Гобер и Хассан Уайтсайд лидировали по общему числу подборов (916 и 905 соответственно), но они сыграли намного больше игр, чем Андре Драммонд, поэтому по среднему показателю за игру заняли четвёртое и третье место соответственно (13,47 и 13,51)[107].
27. ↑  В сезоне 2020/21 Руди Гобер лидировал по общему числу подборов (960), но он сыграл на 8 игр больше, чем Клинт Капела, поэтому по среднему показателю за игру занял второе место (13,52)[108].
28. ↑  В сезоне 2021/22 Никола Йокич лидировал по общему числу подборов (1019), но он сыграл на 8 игр больше, чем Руди Гобер, поэтому по среднему показателю за игру занял второе место (13,77)[110].
29. ↑  В сезоне 2024/25 Ивица Зубац лидировал по общему числу подборов (1010), но он сыграл на 10 игр больше, чем Домантас Сабонис, поэтому по среднему показателю за игру занял лишь четвёртое место (12,63)[115].